# 1. Fußball-Club Saarbrücken 1988-1989
Questa voce raccoglie le informazioni riguardanti il 1. Fußball-Club Saarbrücken nelle competizioni ufficiali della stagione 1988-1989.

## Stagione
Nella stagione 1988-1989 il Saarbrücken, allenato da Werner Fuchs e Klaus Schlappner, concluse il campionato di 2. Bundesliga al 3º posto. In Coppa di Germania il Saarbrücken fu eliminato agli ottavi di finale dallo Stoccarda.

## Rosa
| N. |                     | Ruolo | Calciatore       |
| -- | ------------------- | ----- | ---------------- |
|    | Germania (bandiera) | P     | Heinz Böhmann    |
|    | Germania (bandiera) | P     | Armin Reichel    |
|    | Germania (bandiera) | P     | Alfred Wahlen    |
|    | Germania (bandiera) | D     | Bertram Basenach |
|    | Polonia (bandiera)  | D     | Wenanty Fuhl     |
|    | Germania (bandiera) | D     | Florian Gothe    |
|    | Germania (bandiera) | D     | Eugen Hach       |
|    | Bulgaria (bandiera) | D     | Nasko Jelev      |
|    | Germania (bandiera) | D     | Kurt Knoll       |
|    | Germania (bandiera) | D     | Michael Nushöhr  |
|    | Germania (bandiera) | D     | Norbert Schlegel |

| N. |                     | Ruolo | Calciatore             |
| -- | ------------------- | ----- | ---------------------- |
|    | Germania (bandiera) | C     | Reiner Geyer           |
|    | Germania (bandiera) | C     | Bernd Rohrbacher       |
|    | Germania (bandiera) | C     | Adrian Spyrka          |
|    | Germania (bandiera) | C     | Burkhard Steiner       |
|    | Germania (bandiera) | C     | Franz-Josef Steininger |
|    | Germania (bandiera) | C     | Guido Szesni           |
|    | Germania (bandiera) | A     | Manfred Dum            |
|    | Serbia (bandiera)   | A     | Aleksandar Krstić      |
|    | Germania (bandiera) | A     | Gernot Ruof            |
|    | Ghana (bandiera)    | A     | Anthony Yeboah         |

## Organigramma societario
Area tecnica
- Allenatore: Klaus Schlappner
- Allenatore in seconda:
- Preparatore dei portieri:
- Preparatori atletici:

## Calciomercato

### Sessione estiva
| Acquisti | Acquisti       | Acquisti             | Acquisti |
| R.       | Nome           | da                   | Modalità |
| -------- | -------------- | -------------------- | -------- |
| P        | Heinz Böhmann  | Alemannia Aquisgrana |          |
| C        | Reiner Geyer   | Norimberga           |          |
| D        | Florian Gothe  | RW Oberhausen        |          |
| A        | Gernot Ruof    | Waregem              |          |
| C        | Adrian Spyrka  | Borussia Dortmund    |          |
| A        | Anthony Yeboah | Okwawu Utd           |          |

| Cessioni | Cessioni       | Cessioni          | Cessioni |
| R.       | Nome           | a                 | Modalità |
| -------- | -------------- | ----------------- | -------- |
| A        | Edgar Schmitt  | Eintracht Treviri |          |
| C        | Theo Schneider | VfR Sölde         |          |

### Sessione invernale
| Acquisti | Acquisti | Acquisti | Acquisti |
| R.       | Nome     | da       | Modalità |
| -------- | -------- | -------- | -------- |

| Cessioni | Cessioni | Cessioni | Cessioni |
| R.       | Nome     | a        | Modalità |
| -------- | -------- | -------- | -------- |

## Risultati

### 2. Bundesliga

#### Girone di andata
| Arbitro: | Neumann |

|          |           |          |
| Mohr 71’ | Marcatori | 81’ Hach |

| Saarbrücken 30 luglio 1988, ore 15:00 CEST 2ª giornata | Saarbrücken | 0 – 0 referto | Bayreuth | Ludwigsparkstadion (5 000 spett.)\| Arbitro: \| Führer \| |
| Arbitro:                                               | Führer      |               |          |                                                           |

| Arbitro: | Diekert |

|                                |           |                          |
| Tschiskale 21’, 81’ Banach 27’ | Marcatori | 11’ Knoll 89’ Rohrbacher |

| Arbitro: | Weber |

|                |           |                     |
| Geyer 13’, 51’ | Marcatori | 25’ Hahn 37’ Thomas |

| Arbitro: | Assenmacher |

|               |           |  |
| Kurt 57’, 75’ | Marcatori |  |

| Arbitro: | Gangkofer |

|                                           |           |           |
| Ruof 53’ Schlegel 73’, 89’ Steininger 90’ | Marcatori | 22’ Myyry |

| Arbitro: | Retzmann |

|              |           |            |
| Gartmann 17’ | Marcatori | 18’ Yeboah |

| Arbitro: | Brehm |

|                  |           |             |
| Dum 71’ Fuhl 90’ | Marcatori | 43’ Wollitz |

| Arbitro: | Boos |

|                          |           |         |
| Krümpelmann 44’ Walz 86’ | Marcatori | 18’ Dum |

| Arbitro: | Strigel |

|                     |           |  |
| Yeboah 13’ Fuhl 68’ | Marcatori |  |

| Arbitro: | Kruse |

|                 |           |              |
| Christensen 31’ | Marcatori | 63’ Schlegel |

| Arbitro: | Amerell |

|  |           |                       |
|  | Marcatori | 76’ Röber 81’ Laibach |

| Arbitro: | Dardenne |

|  |           |         |
|  | Marcatori | 44’ Dum |

| Arbitro: | Pauly |

|                             |           |               |
| Hach 44’ Prinzen 45’ (aut.) | Marcatori | 4’ Eichenauer |

| Arbitro: | Gochermann |

|                                 |           |  |
| Glöde 1’ Žeravica 4’ Jursch 20’ | Marcatori |  |

| Arbitro: | Heitmann |

|                              |           |             |
| Schlegel 41’ (rig.) Ruof 61’ | Marcatori | 52’ Wohlert |

| Arbitro: | Neuner |

|                    |           |            |
| Dum 30’ Spyrka 86’ | Marcatori | 78’ Patzke |

| Arbitro: | Fröhlich |

|                         |           |  |
| Pförtner 48’ Baffoe 90’ | Marcatori |  |

| Arbitro: | Scheuerer |

|                    |           |  |
| Geyer 24’ Hach 58’ | Marcatori |  |

#### Girone di ritorno
| Arbitro: | Kautschor |

|                              |           |                             |
| Knoll 27’ (rig.) Steiner 33’ | Marcatori | 56’ Becker 90’ (rig.) Jambo |

| Arbitro: | Tritschler |

|                                 |           |           |
| Stockinger 33’ Wolff 79’ (rig.) | Marcatori | 81’ Knoll |

| Saarbrücken 23 marzo 1989, ore 15:00 CET 22ª giornata | Saarbrücken | 0 – 0 referto | Wattenscheid 09 | Ludwigsparkstadion (5 600 spett.)\| Arbitro: \| Rubel \| |
| Arbitro:                                              | Rubel       |               |                 |                                                          |

| Arbitro: | Mölm |

|                                            |           |  |
| Schäfer 12’ Hahn 30’ Thomas 34’ Stumpf 57’ | Marcatori |  |

| Arbitro: | Birlenbach |

|                       |           |  |
| Nushöhr 73’ Knoll 84’ | Marcatori |  |

| Arbitro: | Barnick |

|  |           |            |
|  | Marcatori | 58’ Yeboah |

| Arbitro: | Fux |

|                           |           |             |
| Yeboah 23’ Steininger 45’ | Marcatori | 83’ Nitsche |

| Arbitro: | Wiesel |

|                          |           |          |
| Edelmann 31’ Wassmer 56’ | Marcatori | 22’ Fuhl |

| Arbitro: | Kriegelstein |

|                   |           |                      |
| Hach 75’ Fuhl 83’ | Marcatori | 23’ Demandt 55’ Walz |

| Arbitro: | Brückner |

|           |           |            |
| Sitek 69’ | Marcatori | 68’ Yeboah |

| Arbitro: | Schmidt |

|                      |           |             |
| Geyer 76’ Yeboah 79’ | Marcatori | 11’ Naumann |

| Arbitro: | Löwer |

|                  |           |            |
| Röber 72’ (rig.) | Marcatori | 28’ Yeboah |

| Saarbrücken 1º maggio 1989, ore 20:15 CEST 32ª giornata | Saarbrücken | 0 – 0 referto | Vikt. Aschaffenburg | Ludwigsparkstadion (4 337 spett.)\| Arbitro: \| Föckler \| |
| Arbitro:                                                | Föckler     |               |                     |                                                            |

| Darmstadt 13 maggio 1989, ore 15:00 CEST 33ª giornata | Darmstadt | 0 – 0 referto | Saarbrücken | Stadion am Böllenfalltor (3 000 spett.)\| Arbitro: \| Neumann \| |
| Arbitro:                                              | Neumann   |               |             |                                                                  |

| Arbitro: | Gochermann |

|                          |           |  |
| Knoll 82’ (rig.) Dum 83’ | Marcatori |  |

| Arbitro: | Pauly |

|  |           |              |
|  | Marcatori | 43’ Schlegel |

| Arbitro: | Dardenne |

|                |           |                    |
| Kurtenbach 14’ | Marcatori | 5’ Yeboah 87’ Fuhl |

| Arbitro: | Harder |

|                                    |           |                       |
| Szesni 26’ Gothe 45’ Hach 54’, 68’ | Marcatori | 38’ Pförtner 80’ Hupe |

| Arbitro: | Osmers |

|  |           |                                                |
|  | Marcatori | 16’, 33’ Schlegel 76’ Yeboah 84’ (rig.) Wahlen |

### Coppa di Germania
| Arbitro: | Best |

|           |           |                                         |
| Kaiser 3’ | Marcatori | 2’ (rig.) Gothe 4’ Knoll 83’ Steininger |

| Arbitro: | Eli |

|  |           |                 |
|  | Marcatori | 100’ Rohrbacher |

| Arbitro: | Brückner |

|                                  |           |  |
| Gaudino 96’ Allgöwer 116’ (rig.) | Marcatori |  |

## Statistiche

### Statistiche di squadra
| Competizione      | Punti | In casa | In casa | In casa | In casa | In casa | In casa | In trasferta | In trasferta | In trasferta | In trasferta | In trasferta | In trasferta | Totale | Totale | Totale | Totale | Totale | Totale | DR  |
| Competizione      | Punti | G       | V       | N       | P       | Gf      | Gs      | G            | V            | N            | P            | Gf           | Gs           | G      | V      | N      | P      | Gf     | Gs     | DR  |
| ----------------- | ----- | ------- | ------- | ------- | ------- | ------- | ------- | ------------ | ------------ | ------------ | ------------ | ------------ | ------------ | ------ | ------ | ------ | ------ | ------ | ------ | --- |
| 2. Bundesliga     | 46    | 19      | 12      | 6       | 1       | 34      | 17      | 19           | 5            | 6            | 8            | 19           | 26           | 38     | 17     | 12     | 9      | 53     | 43     | +10 |
| Coppa di Germania | -     | 0       | 0       | 0       | 0       | 0       | 0       | 3            | 2            | 0            | 1            | 4            | 3            | 3      | 2      | 0      | 1      | 4      | 3      | +1  |
| Totale            | 46    | 19      | 12      | 6       | 1       | 34      | 17      | 22           | 7            | 6            | 9            | 23           | 29           | 41     | 19     | 12     | 10     | 57     | 46     | +11 |

### Andamento in campionato
| Giornata  | 1 | 2  | 3  | 4  | 5  | 6  | 7  | 8 | 9  | 10 | 11 | 12 | 13 | 14 | 15 | 16 | 17 | 18 | 19 | 20 | 21 | 22 | 23 | 24 | 25 | 26 | 27 | 28 | 29 | 30 | 31 | 32 | 33 | 34 | 35 | 36 | 37 | 38 |
| --------- | - | -- | -- | -- | -- | -- | -- | - | -- | -- | -- | -- | -- | -- | -- | -- | -- | -- | -- | -- | -- | -- | -- | -- | -- | -- | -- | -- | -- | -- | -- | -- | -- | -- | -- | -- | -- | -- |
| Luogo     | T | C  | T  | C  | T  | C  | T  | C | T  | C  | T  | C  | T  | C  | T  | C  | C  | T  | C  | C  | T  | C  | T  | C  | T  | C  | T  | C  | T  | C  | T  | C  | T  | C  | T  | T  | C  | T  |
| Risultato | N | N  | P  | N  | P  | V  | N  | V | P  | V  | N  | P  | V  | V  | P  | V  | V  | P  | V  | N  | P  | N  | P  | V  | V  | V  | P  | N  | N  | V  | N  | N  | N  | V  | V  | V  | V  | V  |
| Posizione | 9 | 10 | 15 | 14 | 17 | 11 | 11 | 9 | 10 | 9  | 11 | 12 | 12 | 9  | 11 | 8  | 8  | 9  | 8  | 8  | 8  | 9  | 10 | 9  | 8  | 8  | 8  | 9  | 9  | 7  | 8  | 8  | 8  | 7  | 6  | 4  | 3  | 3  |

Legenda:

Luogo: C = Casa; T = Trasferta. Risultato: V = Vittoria; N = Pareggio; P = Sconfitta.

### Statistiche dei giocatori
| Giocatore     | 2. Bundesliga | 2. Bundesliga | 2. Bundesliga | 2. Bundesliga | Relegation Bundesliga | Relegation Bundesliga | Relegation Bundesliga | Relegation Bundesliga | Coppa di Germania | Coppa di Germania | Coppa di Germania | Coppa di Germania | Totale   | Totale | Totale      | Totale     |
| Giocatore     | Presenze      | Reti          | Ammonizioni   | Espulsioni    | Presenze              | Reti                  | Ammonizioni           | Espulsioni            | Presenze          | Reti              | Ammonizioni       | Espulsioni        | Presenze | Reti   | Ammonizioni | Espulsioni |
| ------------- | ------------- | ------------- | ------------- | ------------- | --------------------- | --------------------- | --------------------- | --------------------- | ----------------- | ----------------- | ----------------- | ----------------- | -------- | ------ | ----------- | ---------- |
| B. Basenach   | 8             | 0             | 1             | 0             | 0                     | 0                     | 0                     | 0                     | 0                 | 0                 | 0                 | 0                 | 8        | 0      | 1           | 0          |
| H. Böhmann    | 0             | 0             | 0             | 0             | 0                     | 0                     | 0                     | 0                     | 0                 | 0                 | 0                 | 0                 | 0        | 0      | 0           | 0          |
| M. Dum        | 28            | 5             | 7             | 0             | 2                     | 0                     | 0                     | 0                     | 2                 | 0                 | 0                 | 0                 | 32       | 5      | 7           | 0          |
| W. Fuhl       | 28            | 5             | 10            | 0             | 2                     | 0                     | 0                     | 0                     | 3                 | 0                 | 0                 | 0                 | 33       | 5      | 10          | 0          |
| R. Geyer      | 36            | 4             | 5             | 0             | 1                     | 0                     | 0                     | 0                     | 3                 | 0                 | 0                 | 0                 | 40       | 4      | 5           | 0          |
| F. Gothe      | 16            | 1             | 1             | 0             | 2                     | 0                     | 0                     | 0                     | 2                 | 1                 | 0                 | 0                 | 20       | 2      | 1           | 0          |
| E. Hach       | 35            | 6             | 6             | 0             | 2                     | 0                     | 1                     | 0                     | 3                 | 0                 | 1                 | 0                 | 40       | 6      | 8           | 0          |
| N. Jelev      | 31            | 0             | 5             | 0             | 2                     | 0                     | 1                     | 0                     | 3                 | 0                 | 0                 | 0                 | 36       | 0      | 6           | 0          |
| K. Knoll      | 36            | 5             | 8             | 0             | 2                     | 0                     | 1                     | 0                     | 3                 | 1                 | 0                 | 0                 | 41       | 6      | 9           | 0          |
| A. Krstić     | 9             | 0             | 0             | 1             | 0                     | 0                     | 0                     | 0                     | 1                 | 0                 | 0                 | 0                 | 10       | 0      | 0           | 1          |
| M. Nushöhr    | 34            | 1             | 6             | 0             | 2                     | 0                     | 1                     | 0                     | 3                 | 0                 | 0                 | 0                 | 39       | 1      | 7           | 0          |
| A. Reichel    | 0             | 0             | 0             | 0             | 0                     | 0                     | 0                     | 0                     | 0                 | 0                 | 0                 | 0                 | 0        | 0      | 0           | 0          |
| B. Rohrbacher | 6             | 1             | 1             | 0             | 0                     | 0                     | 0                     | 0                     | 1                 | 1                 | 0                 | 0                 | 7        | 2      | 1           | 0          |
| G. Ruof       | 17            | 2             | 0             | 0             | 1                     | 0                     | 0                     | 0                     | 0                 | 0                 | 0                 | 0                 | 18       | 2      | 0           | 0          |
| N. Schlegel   | 36            | 7             | 3             | 0             | 1                     | 0                     | 0                     | 0                     | 3                 | 0                 | 1                 | 0                 | 40       | 7      | 4           | 0          |
| A. Spyrka     | 21            | 1             | 4             | 0             | 2                     | 0                     | 0                     | 0                     | 1                 | 0                 | 0                 | 0                 | 24       | 1      | 4           | 0          |
| B. Steiner    | 28            | 1             | 4             | 0             | 1                     | 0                     | 1                     | 0                     | 2                 | 0                 | 1                 | 0                 | 31       | 1      | 6           | 0          |
| F. Steininger | 26            | 2             | 0             | 0             | 1                     | 0                     | 0                     | 0                     | 2                 | 1                 | 0                 | 0                 | 29       | 3      | 0           | 0          |
| G. Szesni     | 28            | 1             | 6             | 0             | 1                     | 0                     | 1                     | 0                     | 2                 | 0                 | 0                 | 0                 | 31       | 1      | 7           | 0          |
| A. Wahlen     | 38            | 1             | 1             | 0             | 2                     | 0                     | 0                     | 0                     | 3                 | 0                 | 0                 | 0                 | 43       | 1      | 1           | 0          |
| T. Yeboah     | 28            | 9             | 2             | 0             | 2                     | 2                     | 0                     | 0                     | 2                 | 0                 | 0                 | 0                 | 32       | 11     | 2           | 0          |